# Nunisvaara
Nunisvaara är en kulle i Finland.   Den ligger i den ekonomiska regionen  Fjäll-Lappland  och landskapet Lappland, i den norra delen av landet, 900 km norr om huvudstaden Helsingfors. Toppen på Nunisvaara är 430 meter över havet.
Terrängen runt Nunisvaara är huvudsakligen platt.  Trakten runt Nunisvaara är nära nog obefolkad, med mindre än två invånare per kvadratkilometer. Det finns inga samhällen i närheten. 